# Yahoo! Music
Yahoo! Music è un sito web di proprietà di Yahoo!, fornisce una varietà di servizi musicali, tra cui internet radio, video musicali, notizie, informazioni artistiche e programmazione originale. In precedenza, gli utenti con gli account di Yahoo! potevano accedere a centinaia di migliaia di canzoni ordinate per artista, album, canzoni e generi.

## Storia
Yahoo! Music nacque come "LAUNCH", un sito web e rivista prodotta da LAUNCH Media che Yahoo! ha acquisito per 12 milioni di dollari nel 2001. LAUNCH è stato successivamente denominato "Yahoo! Music", poi semplicemente "Y! Music" nel febbraio 2005. LAUNCHcast di LAUNCH include web radio e video musicali che sono stati integrati nel sito di Yahoo! insieme ai profili degli artisti che contengono una vasta selezione di musica e informazioni biografiche.
A partire da giugno 2008, il vecchio sito di Yahoo! Music è inattivo e si viene reindirizzati al nuovo sito web di new.music.yahoo.co.
Agli inizi del 2013, Yahoo! Music ha cancellato l'intero database degli artisti, i loro album e canzoni, nonché le valutazioni degli utenti. Tuttavia, i video musicali continuano ad essere accessibili.
A partire dalla fine del 2015, a tutti i precedenti URL di Yahoo! Music ("music.yahoo.com" e "new.music.yahoo.com") si viene reindirizzati al nuovo URL (www.yahoo.com/music).